# Elben (Westerwald)
Elben település Németországban, Rajna-vidék-Pfalz tartományban. Lakosainak száma 342 fő (2023. december 31.).

## Népesség
A település népességének változása:
| Lakosok száma | 292  | 336  | 345  | 352  | 334  | 340  | 342  |
|               | 1975 | 2014 | 2017 | 2019 | 2021 | 2022 | 2023 |